# Эссен, Николай Иванович
Николай Иванович Эссен исполнял обязанности городского головы в Самаре в 1874—1875 годах.
Он сменил на посту Михаила Ивановича Назарова.
В отличие от большинства своих предшественников — купцов, он был обычным чиновником. 20 марта 1870 года титулярный советник Николай Иванович Эссен был уволен от службы чиновника самарского губернского правления. Сменив место работы, Николай Иванович в 1870—1874 годах был членом самарской городской управы. Его повысили до чина коллежского асессора, в котором он упоминался в 1871—1877 годах.

## Во главе Самары
С сентября 1874 по 12 февраля 1875 года Эссен являлся городским головой Самары вместо ушедшего с поста Назарова. Причина оставления занимаемой должности была связана с тем, что на выборах 19 декабря 1874 года его не переизбрали. Но до 12 февраля 1875 года Николай Иванович исполнял обязанности городского головы, после чего передал этот пост «заступающему место» И. Н. Малыковскому.

## Дальнейшая деятельность
После ухода с этой должности Николай Иванович оставался гласным самарской городской думы в 1875—1877 годах.
Был совладельцем и помещиком села Томашев Колок Самарского уезда, доставшегося после смерти в 1850 году его родной тётки Анастасии Львовны Бековой (урождённой Тюняткиной). Совладельцами села Томашев колок были также: Константин Исаевич Леонтьев, штабс-ротмистр Александров, штабс-ротмистр Кардин, губернский секретарь Василий Иванович Эссен и самарская мещанка Полуэктова.

## Семья
В 1888 году в алфавитном списке имевших право на избрание в земство по Самарскому уезду владелицей 204 десятин земли упоминалась Надежда Сергеевна Эссен с пятью дочерьми. Надежда Эссен (урождённая Колюбакина, 1836 года рождения) была супругой Николая Ивановича.

## Смерть
Н. И. Эссен скончался 28 мая 1880 года от чахотки.